# Liku (Wallis-et-Futuna)
Pour les articles homonymes, voir Liku.
Liku est une localité française qui n'a pas le statut de commune mais le statut de village situé sur l'île de Wallis, à Wallis-et-Futuna, dans le district de Hahake.

## Géographie

### Îles et îlots
- Nukuhione, le « trou du diable », un tombant dans le récif, se trouve au nord de cet îlot, tandis que le « trou de la tortue » (autre tombant) se trouve au sud de Nukuhione.
- Luaniva

## Urbanisme

### Hameaux, lieux-dits et écarts
À Wallis, les villages sont divisés en plusieurs sections (des « classes », kalasi) qui se complètent ou se relaient dans toutes les entreprises collectives et pour l’organisation des cérémonies. Parmi ces kalasi se trouvent des zones résidentielles nommées api.

#### Api
Afala, Fetau, Pakuku.

## Toponymie
En wallisien, liku désigne la partie d'un îlot située du côté des récifs, où la navigation est difficile. On retrouve ce nom dans de nombreux lieux à Tonga, avec la même signification. 

## Politique et administration

### Liste des chefs de village (hunukimalu)
| Période                                  | Période  | Identité                 | Étiquette | Qualité |
| ---------------------------------------- | -------- | ------------------------ | --------- | ------- |
| Les données manquantes sont à compléter. |          |                          |           |         |
| ?                                        | ?        | Hafoka                   |           |         |
| ?                                        | 1953     | Paulino U'uatemoakehe    |           |         |
| Les données manquantes sont à compléter. |          |                          |           |         |
| ?                                        | En cours | Makisimino U'uatemoakehe |           |         |

## Population et société

### Démographie
En 2018, le village de Liku compte 605 habitants.